# Công quốc Parma
Công quốc Parma, tên gọi chính thức là Công quốc Parma và Piacenza (tiếng Ý: Ducato di Parma e Piacenza; tiếng Latinh: Ducatus Parmae et Placentiae) là một công quốc lịch sử trên Bán đảo Ý, được thành lập vào năm 1545, toạ lạc ở miền Bắc nước Ý, trong khu vực thuộc vùng Emilia-Romagna hiện nay.
Ban đầu là một công quốc nằm dưới quyền cai trị của Nhà Farnese sau khi Giáo hoàng Phaolô III biến nó thành công quốc cha truyền con nối cho chính con trai của ông, Pier Luigi Farnese, nó được cai trị bởi triều đại Farnese cho đến năm 1731, khi công tước cuối cùng của nó là Antonio Farnese, qua đời mà không có người thừa kế trực tiếp.
Công quốc bị xâm lược bởi Napoléon Bonaparte và sáp nhập toàn bộ lãnh thổ vào Pháp, chủ quyền của nó được khôi phục vào năm 1814 sau thất bại của Napoléon. Vợ thứ hai của Napoléon là Maria Ludovica của Áo (Maria Luigia của Parma), sau đó đã cai trị với tư cách là nữ công tước của nó cho đến khi bà qua đời. Nhà Bourbon được khôi phục lại quyền cai trị Parma vào năm 1847, và vào năm 1859, công quốc chính thức bị bãi bỏ khi nó được Nhà Savoia hợp nhất vào lãnh thổ của mình và sau này là một phần của Vương quốc Ý thống nhất.

## Lịch sử ban đầu
Công quốc Parma được thành lập vào năm 1545 từ một phần của Công quốc Milan ở phía Nam sông Po, đã bị Lãnh địa Giáo hoàng chinh phục vào năm 1512. Trung tâm của những lãnh thổ này là thành phố Parma, được trao làm thái ấp cho con trai ngoài giả thú của Giáo hoàng Phaolô III là Pier Luigi Farnese.
Năm 1556, Công tước thứ hai là Ottavio Farnese, được trao thêm thành phố Piacenza, do đó cũng trở thành Công tước của Piacenza, và do đó, nhà nước này sau đó được biết đến với tên gọi chính thức là Công quốc Parma và Piacenza (tiếng Ý: Ducato di Parma e Piacenza). Gia tộc Farnese tiếp tục cai trị cho đến năm 1731, khi Công tước Antonio Farnese qua đời mà không có người thừa kế.

## Sự hợp nhất của công quốc
Công tước Ottavio Farnese cố gắng làm cho công quốc trở nên thịnh vượng, giành được lòng dân bằng cách áp dụng các chính sách khôn ngoan đã được cha mình thực hiện và tâng bốc giới quý tộc địa phương bằng cách tiết chế quyền lực hơn so với Công tước Pier Luigi, ông biết cách củng cố công quốc bằng cách thúc đẩy nền kinh tế của nó và trao đổi tài chính, thương mại và văn hóa, bắt đầu việc mở rộng lãnh thổ bằng cách sáp nhập một số thái ấp. Năm 1573, số lượng cư dân của thủ đô mới đã tăng lên đáng kể, đạt 26.000 người. Alexander Farnese, trở thành một vị tướng quan trọng của quân đội Tây Ban Nha, đã trở thành vị công tước tiếp theo, ông bị Vua Felipe II của Tây Ban Nha buộc phải bổ nhiệm cậu con trai 17 tuổi của mình là Ranuccio Farnese làm nhiếp chính, vì Vua Tây Ban Nha không muốn mất một vị tướng tài giỏi và dũng cảm.
Alessandro qua đời ở xa Parma vào ngày 3 tháng 12 năm 1592 vì hoại thư do một viên đạn súng hỏa mai gây ra trong Cuộc vây hãm Can de Bec, một năm trước khi qua đời, ông đã ra lệnh xây dựng pháo đài của Citadel với mục đích khẳng định quyền lực của gia tộc nhưng cũng để cung cấp việc làm cho lực lượng lao động gồm 2.500 người, phần lớn là người nghèo. Ranuccio I, đam mê nghệ thuật và âm nhạc, đã biến triều đình công tước trở thành nơi đầu tiên ở Ý có nghệ thuật âm nhạc. Trong thời kỳ này, thành phố đã được làm phong phú thêm các di tích độc đáo, chẳng hạn như Palazzo della Pilotta và Teatro Farnese, luật pháp hiện đại đã được thông qua, khiến Parma trở thành một trung tâm xuất sắc cả về lối sống lẫn hình mẫu kiến trúc, nâng tầm nó như một trung tâm văn hóa ngang hàng với các thủ đô quan trọng khác ở châu Âu thời bấy giờ. Chính quyền Parma đã thực hiện lệnh hành quyết công khai hơn 100 công dân Parma bị buộc tội âm mưu chống lại ông. Năm 1628, sau cái chết của Ranuccio I, công quốc được truyền lại cho cậu con trai mới 16 tuổi của ông là Odoardo, vào ngày 11 tháng 10 cùng năm ông đã kết hôn với Margherita de' Medici, lúc đó mới 15 tuổi ở Florence, con gái của Cosimo II de' Medici, Đại công tước xứ Toscana.
Đây là những năm khó khăn đối với công quốc, ngoài trận dịch khủng khiếp năm 1630 khiến nhiều người thiệt mạng, vị công tước mới còn duy trì một đội quân gồm 6.000 bộ binh và để tài trợ cho đội quân này, ông đã buộc thần dân của mình phải sống đói khổ, bản thân triều đình thì mắc nợ các chủ ngân hàng và thương gia. Bất chấp chi phí phát sinh cao, chiến dịch đầu tiên của ông lại mang tính tiêu cực: Piacenza bị quân Tây Ban Nha chiếm đóng, quân của ông bị Francesco I d'Este, Công tước xứ Modena, đánh bại trên lãnh thổ Parma, và Công tước Odoardo buộc phải ký một hiệp ước hòa bình với Tây Ban Nha, theo đó, một khi liên minh với Pháp tan rã, ông sẽ sơ tán Piacenza.
Khi ông qua đời ở Piacenza vào ngày 11 tháng 9 năm 1646 ở tuổi 34, công quốc được chuyển cho con trai ông là Ranuccio II và trong 2 năm quyền nhiếp chính được đảm bảo bởi vợ ông là Margherita de' Medici và chú của ông là Hồng y Francesco Maria Farnese, cho đến khi Ranuccio II được 18 tuổi. Năm 1691, Công quốc Parma bị quân đội Đế quốc La Mã Thần thánh xâm lược và bị cướp bóc bởi 4.000 binh lính. Ranuccio II đã thực hiện nhiều chính sách để cải thiện cuộc sống của thần dân, nhưng sự tương phản giữa cuộc sống phóng túng của triều đình và  kho bạc cạn kiệt, công tước buộc phải đánh thuế mọi thứ, tránh động đến thu nhập của giáo hội. Trong thời gian trị vì của mình, Ranuccio II đã mua những bức tranh và tập sách quý giá, ông đã chuyển hầu hết các tác phẩm thuộc bộ sưu tập gia đình được bảo tồn trong các dinh thự ở Roma đến Parma và vào năm 1688, Nhà hát Công tước mới được khánh thành. Ranuccio II có một người con trai sẽ là người kế vị ông trong tương lai, đó là Công tử Odoardo, tuy nhiên, người này đã qua đời trước cha mình và do đó chưa bao giờ cai trị công quốc.
Ba năm trước khi qua đời, nhờ sự trung gian của đại sứ Bá tước Fabio Perletti, Công tử Odoardo đã kết hôn với Nữ bá tước Dorothea Sophie xứ Neuburg, người có với ông 2 người con, gồm có: Alessandro, chết khi mới 8 tháng tuổi và Elisabeth Farnese. Vào ngày 11 tháng 12 năm 1694, sau cái chết đột ngột của Ranuccio II, công quốc sau đó được chuyển giao cho người con trai thứ hai mới 16 tuổi là Francesco, người đã kết hôn với góa phụ của anh trai mình là Dorothea.

## Triều đại của Francesco Farnese

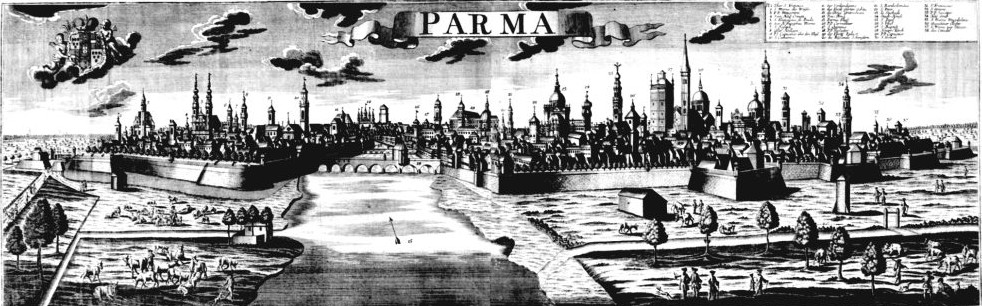
Parma đầu thế kỷ 18.

Những hành động kịp thời của Công tước Francesco Farnese đã hoàn toàn đưa triều đại Farnese trở lại trung tâm của nền chính trị. Khi ông lên ngôi, tình hình tài chính của công quốc rất tồi tệ, để cố gắng hàn gắn nó, ông đã cắt giảm mọi chi phí không cần thiết của triều đình bằng cách sa thải hầu hết người hầu, nhạc sĩ, kẻ pha trò và người lùn. Ông cũng bãi bỏ các buổi biểu diễn, tiệc tùng và tiệc chiêu đãi. Một công trình thủy lực được xây dựng để bảo vệ thành phố Piacenza khỏi sự xói mòn của sông Po, việc mở rộng Đại học Parma và Collegio dei Nobili được ưa chuộng, khuyến khích nghiên cứu luật công, lịch sử, ngôn ngữ và địa lý. Các nghệ sĩ, nhà văn, nhạc sĩ và nhà viết kịch được hưởng sự bảo vệ của triều đình. Năm 1712, công trình cải tạo Cung điện Công tước Colorno bắt đầu và hoàn thành vào năm 1730. Năm 1714, công quốc đạt được thành công ngoại giao quan trọng khi Francesco, nhờ văn phòng đại sứ của ông ở Tây Ban Nha là Giulio Alberoni, đã có thể gả cháu gái Elisabeth Farnese của mình cho Vua Felipe V của Tây Ban Nha, sau khi vợ của vị vua này qua đời 1 năm trước đó.

## Nhà Farnese tuyệt tự và Nhà Bourbon-Parma kế vị (1748 - 1801)
Vì thiếu người thừa kế nam nên Elisabeth Farnese, cháu gái của Công tước Antonio Farnese, được tuyên bố là nữ thừa kế của Nhà Farnese. Bà nhận được nhiều lời cầu hôn từ những người thừa kế nam của nhiều công quốc khác, cuối cùng bà đã kết hôn vào năm 1714 với Vua Felipe V của Tây Ban Nha. Sau cái chết của Công tước Antonio vào năm 1731, Felipe V khẳng định các quyền mà vợ ông có đối với các công quốc theo các thỏa thuận được ký trong Hiệp ước Viên năm 1725 và Hiệp ước Seville năm 1729, và ông tuyên bố cả hai quyền lợi cho Nhà Bourbon Tây Ban Nha. Do đó, Công quốc sẽ được thừa kế bởi con trai đầu lòng của ông với Elisabeth là Vương tử Carlos, người trị vì với tư cách là Công tước Charles I xứ Parma và Piacenza. Ông cai trị các vùng lãnh thổ của mình trong 4 năm cho đến khi kết thúc Chiến tranh Kế vị Ba Lan, khi đó, theo những gì đã được xác lập trong Hiệp ước Viên (1738), ông đã bàn giao cả hai công quốc cho Nhà Habsburg để đổi lấy Vương quốc Napoli và Vương quốc Sicilia.
Nhà Habsburg chỉ cai trị cho đến khi kết thúc Chiến tranh Kế vị Áo vào năm 1748, hiệp ước hòa bình cuối cùng của họ là Hiệp ước Aix-la-Chapelle, đã nhượng lại công quốc cho Nhà Bourbon Tây Ban Nha dưới danh nghĩa Vương tử Philip, em trai của Vương tử Carlos sẽ tiếp nhận ngai vị công tước Parma và chính ông đã trở thành người sáng lập ra Nhà Bourbon-Parma, trị vì một Công quốc Parma, Piacenza và Guastalla mở rộng (tiếng Ý: Ducato di Parma, Piacenza e Guastalla), những người cai trị Nhà Gonzaga láng giềng của Công quốc Guastalla đã tuyệt tự vào năm 1746 .
Năm 1796, công quốc bị quân Pháp dưới sự chỉ huy của Napoléon Bonaparte chiếm đóng, tình hình chính trị trong nước trở nên vô cùng rối ren. Công tước đời thứ 2 là Ferdinand duy trì ngai vàng của mình dưới thời các thống đốc quân sự Pháp cho đến Hiệp ước Aranjuez năm 1801, khi một thỏa thuận chung giữa Nhà Bourbon và Napoléon chính thức quyết định việc nhượng lại công quốc cho Pháp để đổi lấy Đại công quốc Toscana, nhưng Công tước vẫn ở Parma cho đến khi ông qua đời vào năm 1802.

## Thời kỳ Napoleon (1796 - 1814)
Napoléon Bonaparte vẫn chưa quyết định về tương lai của công quốc Parma, ông muốn lôi kéo tất cả những nhà cai trị Bourbon trong các cuộc chiến tranh châu Âu trở thành đồng minh của mình. Ngay cả khi luật pháp và quản lý của Pháp dần dần được áp dụng, việc sáp nhập chính thức vào Đệ nhất Đế chế Pháp chỉ được tuyên bố vào năm 1808 sau khi bùng nổ cuộc xung đột chống lại Tây Ban Nha. Công quốc đã được cải tổ thành một tỉnh của Pháp, với tên gọi là tỉnh Taro.

## Những thập kỷ cuối cùng của công quốc (1814 đến 1860)
Năm 1814, công quốc được trao cho vợ của Napoléon là Maria Ludovica của Áo, với tên gọi theo tiếng Ý là Maria-Luigia, và theo quyết định của Đại hội Viên, bà sẽ cai trị Parma cho đến khi qua đời. Sau khi bà qua đời vào năm 1847, Công quốc được khôi phục lại cho Nhà Bourbon-Parma, gia tộc từng cai trị Công quốc Lucca nhỏ bé. Guastalla được nhượng lại cho Công quốc Modena và Reggio. Nhà Bourbon cai trị cho đến năm 1859, khi họ bị lật đổ bởi một cuộc cách mạng sau chiến thắng của Pháp và Sardinia trong cuộc chiến chống Áo (được gọi là Chiến tranh Áo ở Pháp và Chiến tranh giành độc lập Ý lần thứ hai).
Vào tháng 12 năm 1859, Công quốc Parma và Piacenza được kết hợp với Đại công quốc Toscana và Công quốc Modena và Reggio để thành lập các Tỉnh thống nhất của miền Trung Ý. Vào tháng 3 năm 1860, sau một cuộc trưng cầu dân ý, lãnh thổ này sáp nhập với Vương quốc Sardinia, đến năm 1861 đổi tên thành Vương quốc Ý.

## Quốc kỳ và quốc huy trong lịch sử

Quốc kỳ
1545-1731 (Farnese)
1815-1847 (Habsburg-Lorraine)
1848-1849 (Bourbon-Parma)
1850-1851 (Bourbon-Parma)
1851-1859 (Bourbon-Parma)
Civil ensign 1851-1859 (Bourbon-Parma)

Quốc huy
1545-1586 (Farnese)
1586-1731 (Farnese)
1748-1802
1814-1847 (Habsburg-Lorraine)
1847-1860 (Bourbon-Parma)